# Joseanthus
Genre
Joseanthus est un genre de plantes de la famille des Asteraceae et de la sous-famille des Vernonioideae.

## Liste d'espèces
Selon Catalogue of Life (8 août 2020), The Plant List (8 août 2020) et Tropicos (8 août 2020) :
- Joseanthus chimborazensis (Hieron.) H. Rob.
- Joseanthus crassilanatus (Cuatrec.) H. Rob.
- Joseanthus cuatrecasasii H. Rob.
- Joseanthus sparrei (H. Rob.) H. Rob.
- Joseanthus trichotomus (Gleason) H. Rob.

Selon World Register of Marine Species (8 août 2020) :
- Joseanthus chimborazensis (Hieron.) H.Rob.
- Joseanthus crassilanatus (Cuatrec.) H.Rob.
- Joseanthus cuatrecasasii H.Rob.
- Joseanthus sparrei (H.Rob.) H.Rob.
- Joseanthus trichotoma (Gleason) H.Rob.
- Joseanthus trichotomus (Gleason) H.Rob.